# Нормални људи (мини-серија)
Нормални људи је ирска романтично психолошка драма коју су продуцирали Element Pictures за BBC Three и Hulu у сарадњи са Screen Ireland.

## Радња
Серија прати Маријен Шеридан и Конела Волдрона кроз њихово вријеме у средњој школи у округу Слајго на обали Атлантика у Ирској, а касније и као студенте на Тринити колеџу у Даблину. Фокус је углавном на сложеном односу Конела и Меријен. Међу њеним вршњацима у средњој школи, Меријен се сматра чудаком, али она одбија да брине о свом друштвеном положају. Упркос њеним академским достигнућима, њен кућни живот компликују њена презрива мајка Дениз и њен огорчени брат Алан. Њен отац је преминуо и касније се открило да је био насилник у породици, иако њена породица избјегава да га помиње.